# Malawisaurus
Malawisaurus („ještěr z Malawi“) byl rod sauropodního dinosaura, žijícího v období spodní křídy (geologický stupeň apt, asi před 120 miliony let) na území dnešního afrického státu Malawi. Patřil do kladu Titanosauria a byl mladším příbuzným jiných dvou velkých sauropodů, vzdáleně rodu Brachiosaurus a blíže rodu Gondwanatitan.

## Rozměry

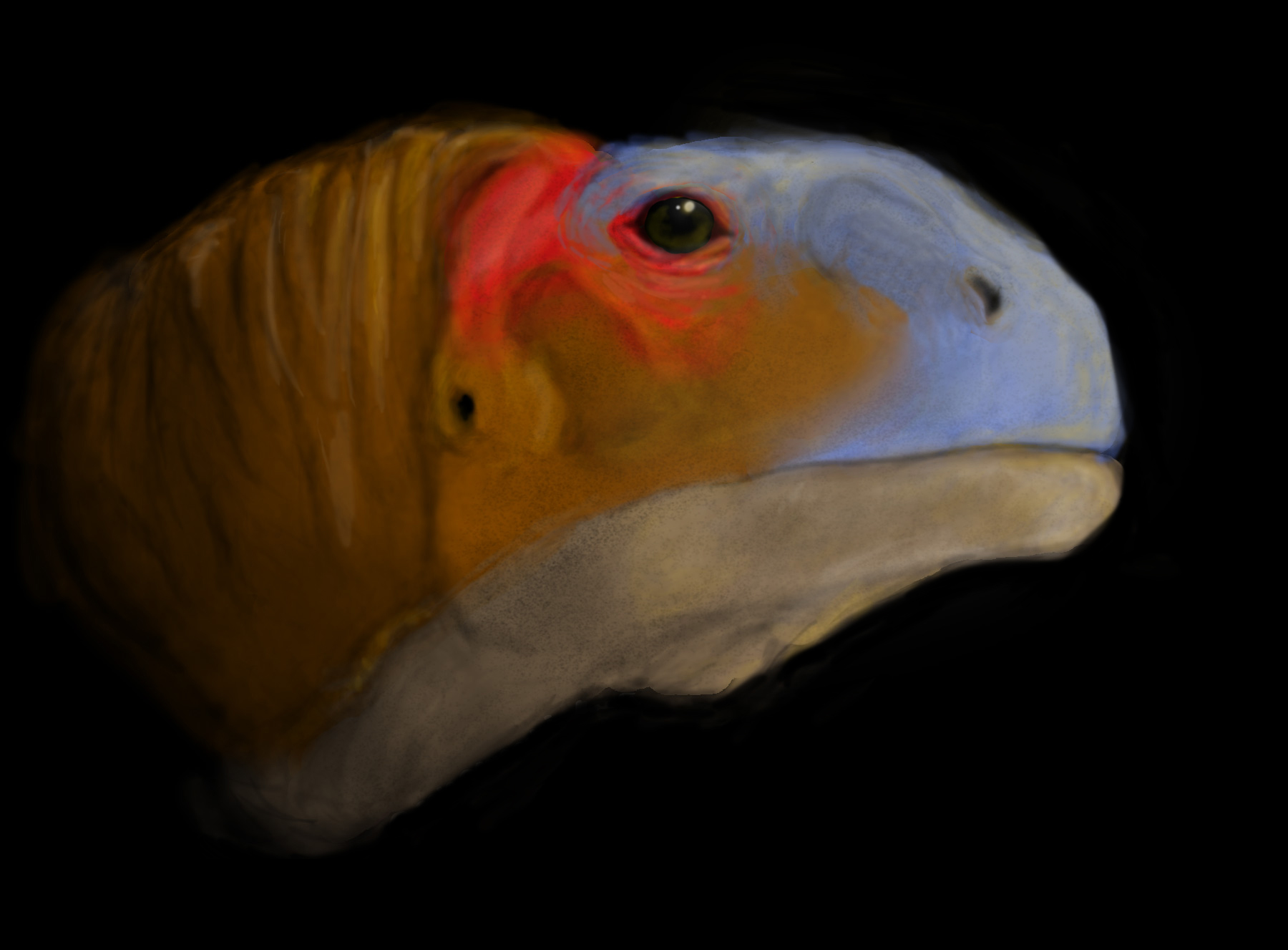
Rekonstrukce hlavy malawisaura

Malawisaurus byl podstatně menší než někteří titanosaurní obři, neboť dosahoval délky "jen" kolem 12 až 16 metrů a hmotnosti zhruba 5 až 10 tun. Existují však také velmi nízké odhady, pohybující se okolo hodnoty 2,5 tuny.

## Výzkum
Malawisaurus je jedním z mála fosilních objevů titanosaurů se zachovaným lebečním materiálem. Autorem vědeckého popisu a rodového jména tohoto dinosaura je americký paleontolog Louis L. Jacobs. Vědecky popsán byl však již roku 1928 S. H. Haughtonem. V roce 2019 byla mozkovna tohoto titanosaurního sauropoda podrobena výzkumu počítačovou tomografií.
Vzdáleným příbuzným tohoto taxonu mohl být pákistánský druh Brohisaurus kirthari, jeho vědecká validita je však sporná.